# Lutteurs japonais
Pour plus de détails, voir Fiche technique et Distribution.
Lutteurs japonais est un court métrage documentaire muet français réalisé par Constant Girel sorti en 1898 et produit par la Société Lumière.

## Description
Deux hommes en costume traditionnel se livrent un combat au sabre.

## Fiche technique
- Titre original : Lutteurs japonais
- Titre alternatif : Le Tournoi national de Kendo
- Titre en Allemagne : Lutteurs japonais
- Réalisation : Constant Girel
- Production : Société Lumière
- Lieu de tournage : Kyoto, Honshū, Japon
- Pays d'origine : France
- Vue no  : 925
- Genre : Documentaire
- Format : Court métrage - Muet - Noir et blanc - 35 mm - 1,30:1
- Durée : 37 s
- Date de réalisation : 1897
- Dates de sortie :
  -  France : 20 février 1898 à Lyon
  -  Japon : 1er juillet 1898 à Nagoya

## Sources
- Catalogue Lumière, « Lutteurs japonais » (consulté le 4 mars 2024).